# دانشگاه ریویر
دانشگاه ریویِر (به انگلیسی: Rivier University) یک دانشگاه خصوصی کاتولیک در نشوا، نیوهمپشایر است. ریویر توسط کمیسیون آموزش عالی نیو انگلند و  دپارتمان آموزش نیوهمپشایر مورد تایید قرار گرفته است.
در سال ۱۹۳۳، یک موسسه آموزشی توسط گروه خواهران بازنمود مریم در هادسن، نیوهمپشایر تأسیس شد، که در ابتدای شروع به کار خود با عنوان کالج ریویر به فعالیت می‌پرداخت. این انجمن این کالج را به افتخار بنیانگذار آن، آن ماری ریوی نامید. در سال ۱۹۴۱، کالج به محل فعلی دانشگاهش در ناشوا نقل مکان کرد.